# Josef Oberhollenzer
Josef Oberhollenzer (* 22. November 1955 in St. Peter, Gemeinde Ahrntal, Südtirol) ist ein Südtiroler Autor.

## Leben und Werk
Josef Oberhollenzer studierte an der Universität Innsbruck und schloss seine Studien 1986 ab mit der Dissertation Lebensläufe in der Literatur der siebziger Jahre. Zur Frage ihrer konstituierenden Faktoren – am Beispiel von Franz Innerhofers Roman "Schöne Tage", Thomas Bernhards "Die Ursache. Eine Andeutung", Peter Handkes Erzählung "Wunschloses Unglück". Oberhollenzer arbeitete als Lehrer für Deutsch und Geschichte. 
Er veröffentlichte seine Texte zuerst in Zeitungen, Zeitschriften und im Hörfunk. Im Jahre 1994 erschien sein erstes Buch, eine Gedichte- und Kurzprosasammlung, mit dem Titel in der tasse gegenüber. 1999 folgte sein zweites Buch, eine Sammlung von Kurzprosa-Geschichten, mit dem Titel Was auf der Erd da ist. Im Frühjahr 2010 erschien beim Folio Verlag sein Werk Der Traumklauber.
2018 gelangte er mit seinem Roman Sültzrather auf die Longlist des Deutschen Buchpreises.
Oberhollenzer steht in der Tradition Norbert Conrad Kasers, des bekanntesten Südtiroler Lyrikers (konsequente Kleinschreibung und Kritik der „schönen, heilen Welt“ Südtirols).

## Werke
- in der tasse gegenüber. Edition Sturzflüge, Bozen 1994, ISBN 3-900949-05-0.
- Was auf der Erd da ist. Folio Verlag, Wien/Bozen 1999, ISBN 3-85256-118-3.
- Großmuttermorgenland. Folio Verlag, Wien/Bozen 2007, ISBN 978-3-85256-379-4.
- Der Traumklauber. Folio Verlag, Wien/Bozen 2010, ISBN 978-3-85256-510-1.
- Sültzrather. Folio Verlag, Wien 2018, ISBN 978-3-85256-741-9.
- Zuber oder was werden wir uns zu erzählen haben. Wien : Folio, 2020
- Prantner oder Die Erfindung der Vergangenheit. Wien : Folio, 2023